# Gordana Ćirjanić
Gordana Ćirjanić, cyr. Гордана Ћирјанић (ur. 1957 w Belgradzie) – serbska poetka i pisarka.

## Życiorys
Swoją karierę literacką rozpoczęła od poezji, debiutując w 1980 tomikiem Месечева трава. W 2010 została laureatką Nagrody NIN za powieść Оно што одувек желиш. Oprócz pisania zajmuje się także tłumaczeniem z języka hiszpańskiego i angielskiego. Mieszka i tworzy w Belgradzie.

## Twórczość
Dorobek twórczy Gordany Ćirjanić obejmuje sześć powieści, cztery tomy wierszy, a także cztery zbiory opowiadań.

## Publikacje

### Poezja
- 1980: Месечева трава
- 1983: Госпа од седам грехова
- 1988: Пред вратима воденијем
- 1994: Горка вода

### Powieści
- 2000: Претпоследње путовање
- 2003: Кућа у Пуерту
- 2007: Пољубац
- 2010: Оно што одувек желиш
- 2013: Мрежа

### Opowiadania
- 1996: Веласкезовом улицом до краја
- 2005: Вечност је, кажу, дугачка
- 2009: Каприци и дуже приче
- 2012: Кад сване, разлаз